# علوم القرآن
علوم القرآن هي العلوم المتعلقة بالقرآن من حيث نزوله وترتيبه، وجمعه وكتابته، وقراءاته وتجويده، وعلوم التفسير ومعرفة المحكم والمتشابه، والناسخ والمنسوخ، وأسباب النزول، وإعجازه، وإعرابه ورسمه، وعلم غريب القرآن، وغير ذلك من العلوم المتعلقة بالقرآن. ويُعرف أيضًا بأنها جميع العلوم والبحوث التي تتعلق بالقرآن، أو كل ما يتصل بالقرآن.
يُطلق عليها أيضًا علوم التنزيل، أو علوم الكتاب، وقد عدّ الزركشي علوم القرآن في كتابه البرهان في علوم القرآن 47 علمًا، وأوصلها جلال الدين السيوطي في كتابه الإتقان في علوم القرآن لـ 80 علمًا.

## تعريفه
علوم القرآن: هو لفظ مركب إضافي، وله جزءان، مضاف وهو «علوم»، ومضاف إليه وهو «قرآن». ويُعرف بأنه جميع العلوم والبحوث التي تتعلق بالقرآن، أو كل ما يتصل بالقرآن. ومن تعريفاته عند المعاصرين بأنه: «مباحث تتعلق بالقرآن الكريم من ناحية نزوله وترتيبه وجمعه وكتابته وقراءته وتفسيره وإعجازه وناسخه ومنسوخه ومكيه ومدنيه ودفع الشبه عنه ونحو ذلك». يقول محمد عبد العظيم الزرقاني: «موضوعه هو مجموع موضوعات تلك العلوم المنضوية تحت لوائه. وموضوع كل واحد منها هو القرآن الكريم من ناحية واحدة من تلك النواحي. فعلم القراءات مثلا موضوعه القرآن الكريم من ناحية لفظه وأدائه وعلم التفسير موضوعه القرآن الكريم من ناحية شرحه ومعناه».

## تدوين علوم القرآن
يُؤرخ لتمهيد تدوين علوم القرآن منذ جمع القرآن في عهد الخليفة الثالث عثمان بن عفان في مصحف واحد، وعلى رسم واحد للقرآن، والذي سُمى فيما بعد بـ «علم رسم القرآن»، ثم تنقيط الحروف ووضع أساس علم النحو العربي في عهد الخليفة الرابع علي بن أبي طالب، بعد أن أمر أبا الأسود الدؤلي أن يضع بعض القواعد، لحماية لغة القرآن من العجمة واللحن، وفي عصر الدولة الأموية ساهم عدد من الصحابة والتابعين في وضع الأساس لعلم التفسير وعلم أسباب النزول وعلم الناسخ والمنسوخ وعلم غريب القرآن.

غلاف كتاب الناسخ والمنسوخ في القرآن العزيز وما فيه من الفرائض والسنن، لأبي عبيد القاسم بن سلام (إصدار مكتبة الرشد بالرياض).

ألّفت الكتب في أنواع علوم القرآن، بدايةً من التأليف في علم التفسير في عصر التابعين، مثل تفسير مجاهد وتفسير مقاتل، وتفاسير شعبة بن الحجاج، وسفيان بن عيينة، ووكيع بن الجراح. ثم تلاهم الطبري الذي أنهى كتابة تفسيره سنة 270 هـ. وكذلك قاموا بالتأليف في علوم القرآن الأخرى، فقام علي بن المديني (ت 234 هـ) بتأليف كتابه «أسباب النزول»، وألف أبو عبيد القاسم بن سلام (ت 224 هـ) في الناسخ والمنسوخ. ألف أبو بكر السجستاني كتابه نزهة القلوب في تفسير علام الغيوب، وأبو الحسن الحوفي كتابه «البرهان في إعراب القرآن»، وهو من أوائل من ألف في إعراب القرآن.

### التأليف في مباحث علوم القرآن
بدأ في القرن الخامس الهجري ظهور اصطلاح علوم القرآن، وأول من كتب فيه هو أبو الحسن الحوفي في كتابه «البرهان في علوم القرآن» في ثلاثين مجلدًا، ثم ألّف ابن الجوزي كتابين هما: «فنون الأفنان في عيون علوم القرآن» و«المجتبى في علوم تتعلق بالقرآن». وفي القرن السابع الهجري ألّف علم الدين السخاوي كتاب «جمال القراء»، وألّف أبو شامة المقدسي كتاب «المرشد الوجيز فيما يتعلق بالقرآن العزيز». ومن أشهر ما ألف في مباحث علوم القرآن كتاب البرهان في علوم القرآن لبدر الدين الزركشي، وألّف ابن تيمية رسالة في أصول التفسير، وهي مشتملة على بعض موضوعات علوم القرآن، وكذلك كتاب محمد بن سليمان الكافيجي في القرن التاسع الهجري، وألّف جلال الدين البلقيني كتابه مواقع العلوم من مواقع النجوم، وفي القرن العاشر الهجري ألّف جلال الدين السيوطي كتاب الإتقان في علوم القرآن وهو من أشهر الكتب وأوسعها في هذا الباب.
ومن المؤلفات المعاصرة في مباحث علوم القرآن:
- التبيان في علوم القرآن، لطاهر الجزائري.
- منهج الفرقان في علوم القرآن، لمحمد علي سلامة.
- مناهل العرفان في علوم القرآن، لمحمد عبد العظيم الزرقاني.
- مباحث في علوم القرآن، لصبحي الصالح.
- مباحث في علوم القرآن، لمناع بن خليل القطان.
- إتقان البرهان في علوم القرآن، لفضل حسن عباس.[8]
- الواضح في علوم القرآن، لمصطفى ديب البغا.[9]
- مباحث في علوم القرآن، لمساعد الطيار.[10]

ومن كتب الشيعة عن علوم القرآن:
- التمهيد في علوم القرآن، لمحمد هادي معرفة.[11]

## مباحث علوم القرآن

كتاب الإتقان في علوم القرآن، من الكتب الموسوعية التي جمعت الكثير من مباحث علوم القرآن

يندرج تحت علوم القرآن عدة مباحث وعلوم أخرى، من علوم التنزيل والتلاوة والتدوين والتأويل والتدليل، واختلف العلماء في إحصاء مباحث علوم القرآن وعددها، وكيفية تقسيمها، وأول من قسّمها جلال الدين البلقيني فقال:
| علوم القرآن | مَّا حَوَاهُ الْقُرْآنُ الشَّرِيفُ مِنْ أَنْوَاعِ عِلْمِهِ الْمَنِيفِ وَيَنْحَصِرُ فِي أُمُورٍ: 1. الْأَوَّلُ: مَوَاطِنُ النُّزُولِ وَأَوْقَاتُهُ وَوَقَائِعُهُ وَفِي ذلك اثنا عشر نوعا: الْمَكِّيُّ الْمَدَنِيُّ السَّفَرِيُّ الْحَضَرِيُّ اللَّيْلِيُّ النَّهَارِيُّ الصَّيْفِيُّ الشتائي الفراشي النومي أَسْبَابُ النُّزُولِ أَوَّلُ مَا نَزَلَ آخِرُ مَا نَزَلَ. 2. الْأَمْرُ الثَّانِي: السَّنَدُ وَهُوَ سِتَّةُ أَنْوَاعٍ الْمُتَوَاتِرُ الْآحَادُ الشَّاذُّ قِرَاءَاتُ النَّبِيِّ صَلَّى اللَّهُ عَلَيْهِ وَسَلَّمَ الرُّوَاةُ الْحُفَّاظُ. 3. الْأَمْرُ الثَّالِثُ: الْأَدَاءُ وَهُوَ سِتَّةُ أَنْوَاعٍ الْوَقْفُ الِابْتِدَاءُ الْإِمَالَةُ الْمَدُّ تَخْفِيفُ الْهَمْزَةِ الْإِدْغَامُ. 4. الْأَمْرُ الرَّابِعُ: الْأَلْفَاظُ وَهُوَ سَبْعَةُ أَنْوَاعٍ الْغَرِيبُ الْمُعَرَّبُ الْمَجَازُ الْمُشْتَرَكُ الْمُتَرَادِفُ الِاسْتِعَارَةُ التَّشْبِيهُ. 5. الْأَمْرُ الْخَامِسُ: الْمَعَانِي الْمُتَعَلِّقَةُ بِالْأَحْكَامِ وَهُوَ أَرْبَعَةَ عَشَرَ نَوْعًا الْعَامُّ الْبَاقِي عَلَى عُمُومِهِ الْعَامُّ الْمَخْصُوصُ الْعَامُّ الَّذِي أُرِيدَ بِهِ الْخُصُوصُ مَا خَصَّ فِيهِ الْكِتَابُ السنة ما خصصت فِيهِ السُّنَّةُ الْكِتَابَ الْمُجْمَلُ الْمُبَيِّنُ المؤول الْمَفْهُومُ الْمُطْلَقُ الْمُقَيَّدُ النَّاسِخُ وَالْمَنْسُوخُ نَوْعٌ مِنَ النَّاسِخِ وَالْمَنْسُوخِ وَهُوَ مَا عُمِلَ بِهِ مِنَ الْأَحْكَامِ مُدَّةً مُعَيَّنَةً وَالْعَامِلُ بِهِ وَاحِدٌ مِنَ الْمُكَلَّفِينَ. 6. الْأَمْرُ السَّادِسُ: الْمَعَانِي المتعلقة بالألفاظ وَهُوَ خَمْسَةُ أَنْوَاعٍ الْفَصْلُ الْوَصْلُ الإيجاز الْإِطْنَابُ الْقَصْرُ. وَبِذَلِكَ تَكَمَّلَتِ الْأَنْوَاعُ خَمْسِينَ وَمِنَ الْأَنْوَاعِ مَا لَا يَدْخُلُ تَحْتَ الْحَصْرِ الْأَسْمَاءُ الْكُنَى الْأَلْقَابُ الْمُبْهَمَاتُ فَهَذَا نِهَايَةُ مَا حُصِرَ مِنَ الْأَنْوَاعِ. | علوم القرآن |

ثم عدّها الزركشي في كتابه البرهان في علوم القرآن 47 علمًا، وقال: «واعلم أنه ما من نوع من هذه الأنواع إلا ولو أراد الإنسان استقصاءه لاستفرغ عمره ثم لم يحكم أمره»، ثم أوصلها جلال الدين السيوطي في كتابه الإتقان في علوم القرآن لـ 80 علمًا، وقال: «فهذه ثمانون نوعاً على سبيل الإدماج ولو نوعت باعتبار ما أدمجته في ضمنها لزادت على الثلاثمائة، وغالب هذه الأنواع فيها تصانيف مفردة وقفت على كثير منها.».
ومن أشهر المباحث والعلوم المنبثقة من علوم القرآن:
1. علم نزول القرآن
2. علم القراءات، وما يرجع إلى كيفية أدائه، وآداب تلاوته وأحكامها
3. علم جمع القرآن وتدوينه
4. علم الرسم والضبط
5. علم عد الآيات
6. علم فضائل القرآن
7. علم خصائص القرآن
8. علم مبهمات القرآن
9. علم سوره وآياته
10. علم الوقف والابتداء
11. علم المكي والمدني
12. علم أسباب النزول
13. علم التفسير، ويدخل فيه أصول التفسير، وطبقات المفسرين ومناهج المفسرين وغيرها
14. علم أمثال القرآن
15. علم أقسام القرآن
16. علم الوجوه والنظائر
17. علم الأحكام الفقهية المستنبطة منه
18. علم الناسخ والمنسوخ
19. علم العام والخاص
20. علم المطلق والمقيد
21. علم المجمل والمبين
22. علم المحكم والمتشابه
23. علم معاني القرآن
24. علم متشابه القرآن
25. علم إعراب القرآن
26. علم أساليب القرآن
27. علم لغات القرآن، ويشمل ما نزل بغير لغة الحجاز، وما نزل بغير لغة العرب، وهو ما يسمى بالمعرب
28. علم غريب القرآن.[13]
29. معرفة الفاضل والمفضول
30. الإعجاز العلمي في القرآن